# Ley de Caducidad de la Pretensión Punitiva del Estado

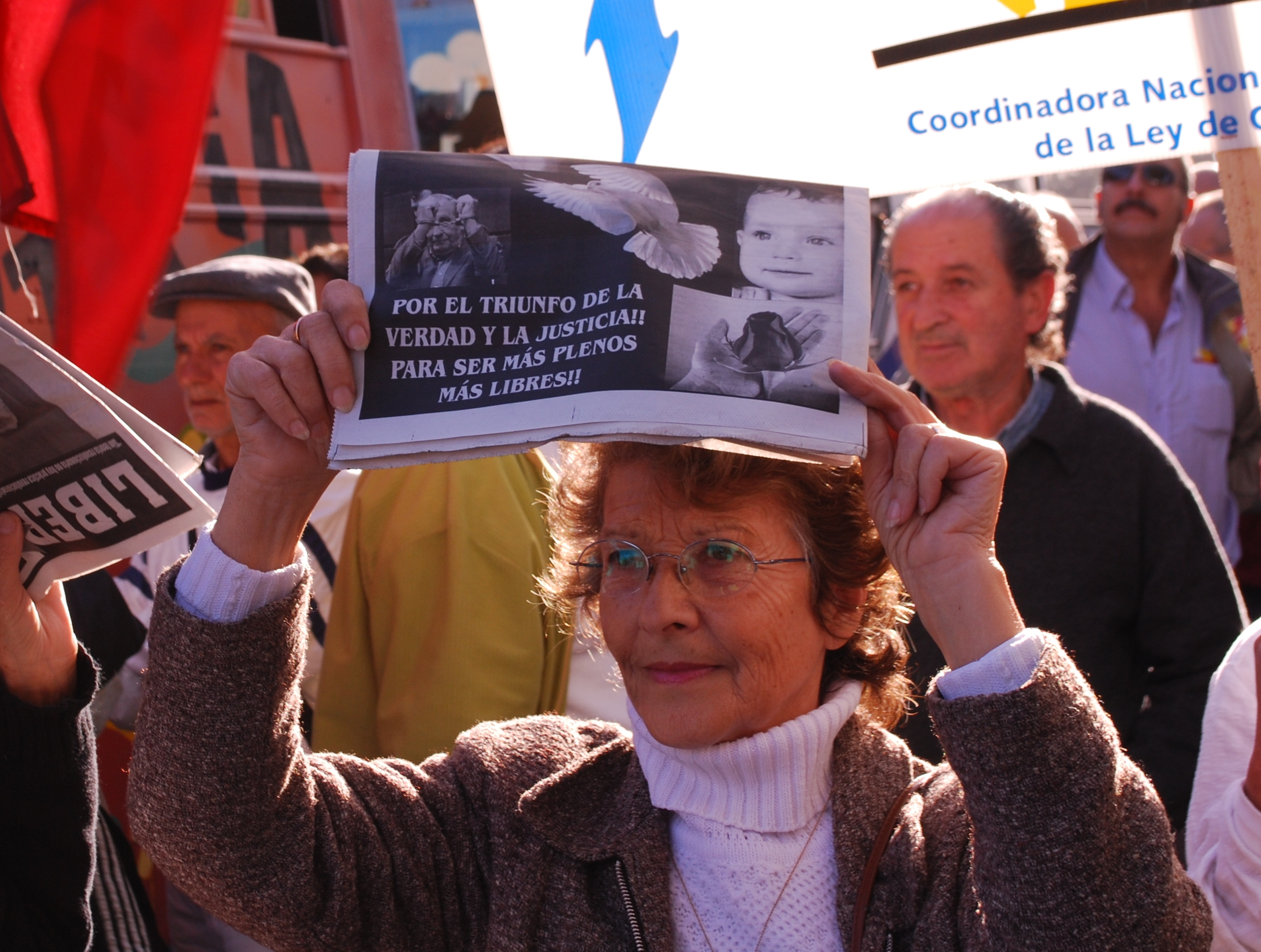
Demonstration gegen das Ley de Caducidad

Die Ley de Caducidad de la Pretensión Punitiva del Estado (deutsch: Gesetz über die Verjährung des staatlichen Strafverfolgungsanspruchs), im Volksmund oft schlicht als Ley de Caducidad bezeichnet, ist ein Gesetz des Staates Uruguay.
Bei der am 22. Dezember 1986 in der Regierungszeit Julio María Sanguinettis vom Parlament verabschiedeten Norm mit der Nummer 15.848 handelt es sich um ein Amnestiegesetz, durch das die Strafverfolgung der während der uruguayischen zivil-militärischen Diktatur 1973 bis 1985 begangenen Verbrechen erschwert wird. 1989 fand das Gesetz in einer Volksabstimmung zunächst die Mehrheit der Bevölkerung, die mit 55,9 % für das Gesetz votierte. Das umstrittene Gesetz wurde im Februar 2009 auf eine entsprechende Anfrage des Obersten Gerichtshofs hin sowohl seitens der Regierung als auch von beiden Kammern des uruguayischen Parlaments und erneut 2010 für verfassungswidrig sowie im Falle Miguel Dalmaos erstmals vom Obersten Gerichtshof für unanwendbar erklärt. Es kam ursprünglich durch die Stimmen fast aller Abgeordneten der Partido Colorado mit Ausnahme eines einzigen und eines Teils derer der Partido Nacional zustande. Die Gegenstimmen stammten seinerzeit von den Mitgliedern der Frente Amplio und einigen anderen Abgeordneten.
Am 27. Oktober 2011 wurde das Gesetz durch das Ley Nº 18.831 schließlich de facto außer Kraft gesetzt.